# Evergreen Review
Evergreen Review est une revue littéraire américaine, fondée à New York en 1957 par Barney Rosset (en) et publiée par Grove Press. Elle proposa très tôt des textes d'auteurs depuis reconnus. 
Suspendue en 1984, elle renaît sur internet sous la forme d'un webzine à partir de 1998.

## Histoire
Evergreen Review a été lancée au début de l'année 1957 par Barney Rosset, patron des éditions Grove Press avec la complicité de Donald Allen (en), son directeur éditorial,  au prix de 1 dollar. La photographie noir et blanc de la couverture représente une jeune femme et est signée Harold Feinstein, dont un portfolio apparaît dans la revue. Le premier numéro contient entre autres un essai de Jean-Paul Sartre et deux textes de Samuel Beckett,  dont Dante et le homard ; Beckett, qui avait été publié dès 1954 par Grove Press, publiera par la suite de nombreux autres textes dans cette revue. On compte aussi un essai de Henri Michaux, traduit de Misérable Miracle et deux de ses dessins sous mescaline, un texte de James Purdy et un entretien avec le batteur jazzman Baby Dodds. Trois autres numéros sortent en 1957, qui ouvrent leurs pages aux auteurs de la Beat Generation,.
La revue publie par la suite de nombreux textes liés à la politique et à la sexualité, en lien avec la contre-culture, et est considérée par la critique littéraire, comme un vivier avantgardiste dans le domaine de la littérature au sens large,. 
Entre 1957 et 1964, le budget de la revue reste relativement modeste et ses rédacteurs peu nombreux ; au départ tirée à 3 000 exemplaires, la périodicité, originellement trimestrielle, devient bimestrielle et enfin mensuelle. À compter de 1965, les ventes s'accélèrent pour atteindre en 1968, un chiffre d'affaires de 3 millions de dollars et un tirage dépassant les 40 000 exemplaires. En janvier 1969, une polémique émerge, via The Saturday Evening Post, dans lequel on voit en première page l'éditeur sortir d'un égout, avec des exemplaires de sa revue, article titré « Comment Barney Rosset publie des livres cochons pour le plaisir et le profit ».
La publication s'arrête un temps en 1973 après 96 numéros, faisant suite au départ de Richard Seaver (en), rédacteur en chef depuis 1959, puis reprend sous la forme de suppléments hors-série, et cesse de nouveau de paraître en 1984.
En 1998, Barney et Astrid Rosset relancent la revue sous la forme d'une publication en ligne sur Internet, jusqu'en 2013, et contient à la fois des republications de textes d'anciens numéros et des textes inédits par des auteurs contemporains comme Giannina Braschi, sous le contrôle du groupe Grove Atlantic (en). Un nouvelle formule en ligne démarre en avril 2017, éditée désormais par OR Books (en).

## Auteurs et illustrateurs publiés
L’Evergreen Review publie de nombreux auteurs anglophones et non-anglophones, devenus par la suite des classiques, comme par exemple Edward Albee (dont la revue publie Zoo Story, la première de ses pièces à être jouée ensuite), Amiri Baraka (l'essai Cuba libre en 1960), Samuel Beckett, Jorge Luis Borges, Charles Bukowski, William S. Burroughs, Albert Camus (qui y publie un Essai sur la guillotine en 1960), Marguerite Duras, Lawrence Ferlinghetti, Jean Genet, Allen Ginsberg, Günter Grass, Jack Kerouac, Norman Mailer, Henry Miller, Vladimir Nabokov, Pablo Neruda, Frank O'Hara, Kenzaburō Ōe, Octavio Paz, Harold Pinter, Jean-Paul Sartre, Susan Sontag, Tom Stoppard, Derek Walcott et Malcolm X.
L’Evergreen Review contient des illustrations dès ses premiers numéros, et plus tard, quelques bandes dessinées, notamment de Frank Springer (Les Aventures de Phoebe Zeit-Geist), à partir de 1965 et de Jean-Claude Forest, avec des planches tirées de Barbarella. À compter de la fin 1964, la couverture est illustrée par des photographies de l'artiste afroaméricain Emil Cadoo (en). D'autres contributeurs réguliers sont à signaler comme Tomi Ungerer, B. Kliban, Siné. La couverture de la livraison de février 1968 représente un portrait de Che Guevara, interprété par Paul Brooks Davis (en) d'après la photographie d'Alberto Korda.